# 부천동여자중학교
부천동여자중학교(富川東女子中學校)는 대한민국 경기도 부천시 소사구 괴안동에 있는 공립 중학교이다.

## 학교 연혁
- 1984년 1월 16일 : 부천동여자중학교 30학급 인가
- 1984년 3월 1일 : 남필우 초대 교장 취임
- 1984년 4월 2일 : 신축교사 준공
- 1984년 10월 23일 : 개교식
- 1987년 2월 20일 : 제1회 졸업식
- 1995년 10월 10일 : 경기도교육청 지정 교육과정 연구학교 발표회
- 2002년 3월 1일 : 27학급 편성
- 2004년 5월 10일 : 학교숲 조성공사
- 2004년 9월 10일 : EBS교육방송 시스템 구축
- 2006년 10월 31일 : 난향관 개관
- 2009년 8월 1일 : 도서관 리모델링 완료
- 2012년 3월 1일 : 경기도교육청 혁신학교 지정
- 2015년 12월 14일 : 혁신학교 재지정(2016.03.01.~2020.02.29.)
- 2017년 1월 18일 : 컴퓨터실 환경 개선
- 2023년 3월 1일 : 제14대 조남순 교장 취임
- 2024년 1월 5일 : 제38회 졸업식(123명 졸업, 누계 14,231명)
- 2024년 3월 4일 : 1학년 75명 입학

## 참고 자료
- 부천동여자중학교 - 한국교육학술정보원 학교알리미